# Lumigny-Nesles-Ormeaux
Lumigny-Nesles-Ormeaux est une commune française située dans le département de Seine-et-Marne en région Île-de-France.

## Géographie

### Localisation
Cette commune est située à l'est de Paris à une distance d'une cinquantaine de kilomètres. Elle est la plus étendue du canton de Fontenay-Trésigny. Les coordonnées géographiques sont celles de Lumigny (butte de Lumigny 158 m).

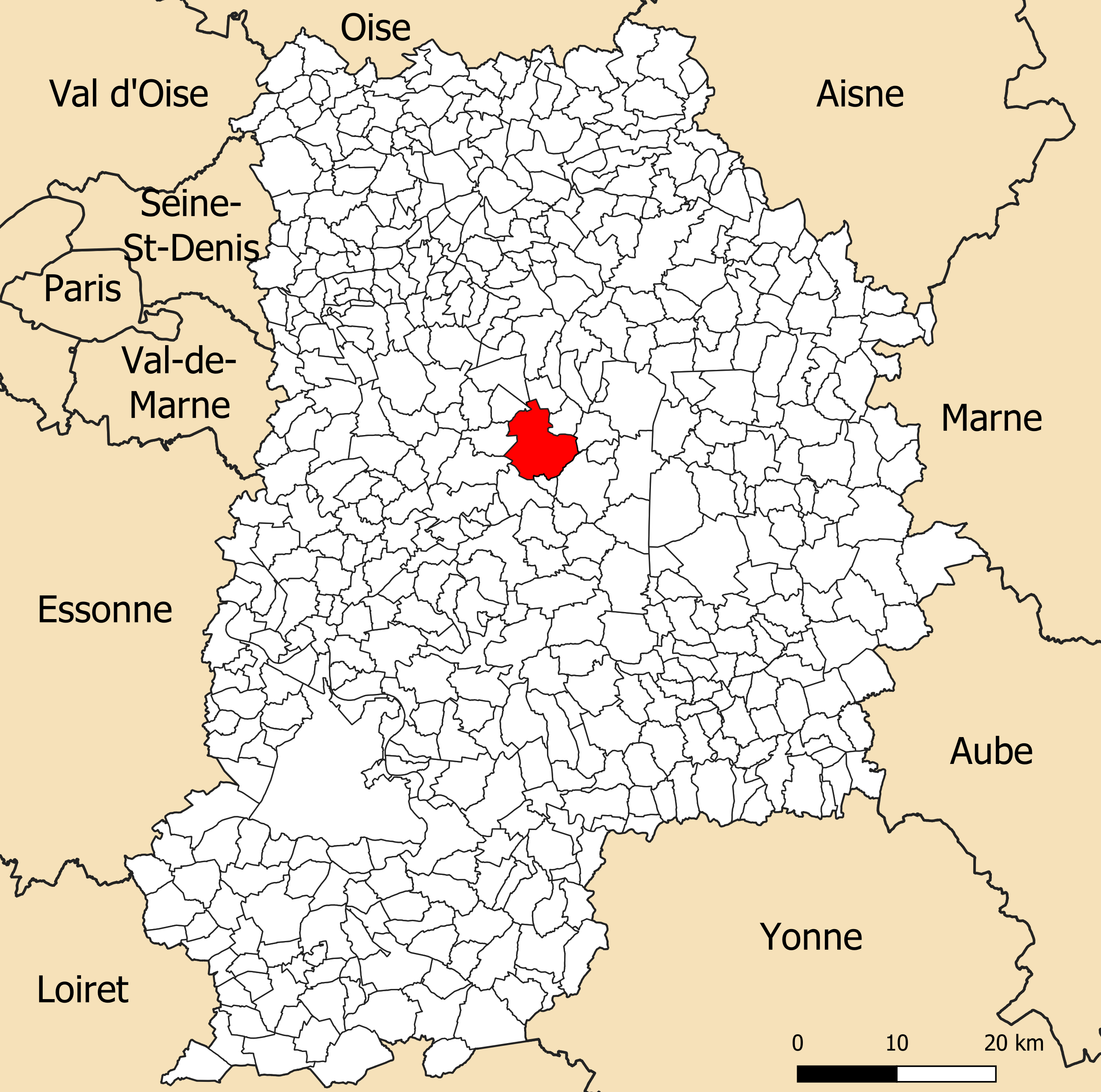
Localisation de la commune de Lumigny-Nesles-Ormeaux dans le département de Seine-et-Marne.

Trois circuits pédestres de longueurs différentes permettent de visiter l'une ou l'autre des trois communes associées.

### Communes limitrophes

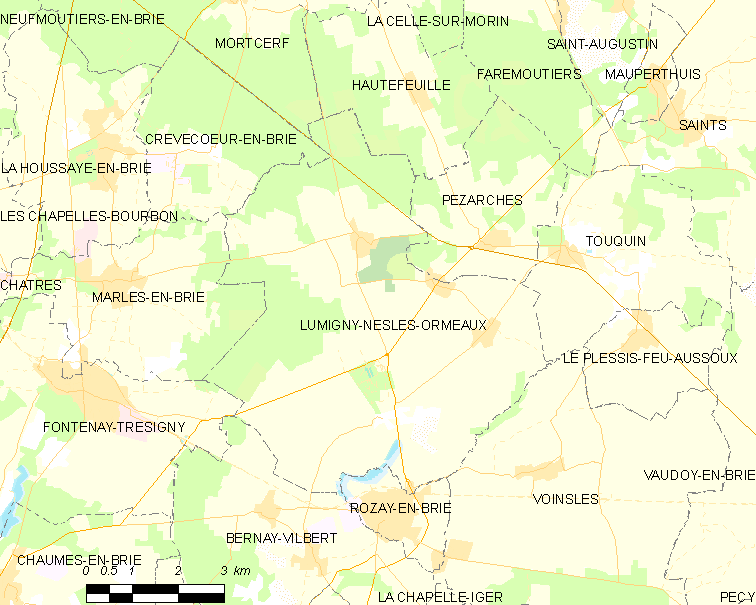
Carte des communes limitrophes de Lumigny-Nesles-Ormeaux.

| Crèvecœur-en-Brie | Mortcerf Hautefeuille        |                   |
| Marles-en-Brie    | Lumigny-Nesles-Ormeaux       | Pézarches Touquin |
| Fontenay-Trésigny | Bernay-Vilbert Rozay-en-Brie | Voinsles          |

### Géologie et relief
La commune est classée en zone de sismicité 1, correspondant à une sismicité très faible. L'altitude varie de 82 mètres à 158 mètres pour le point le plus haut , le centre du bourg se situant à environ 118 mètres d'altitude (mairie).

### Hydrographie

#### Réseau hydrographique

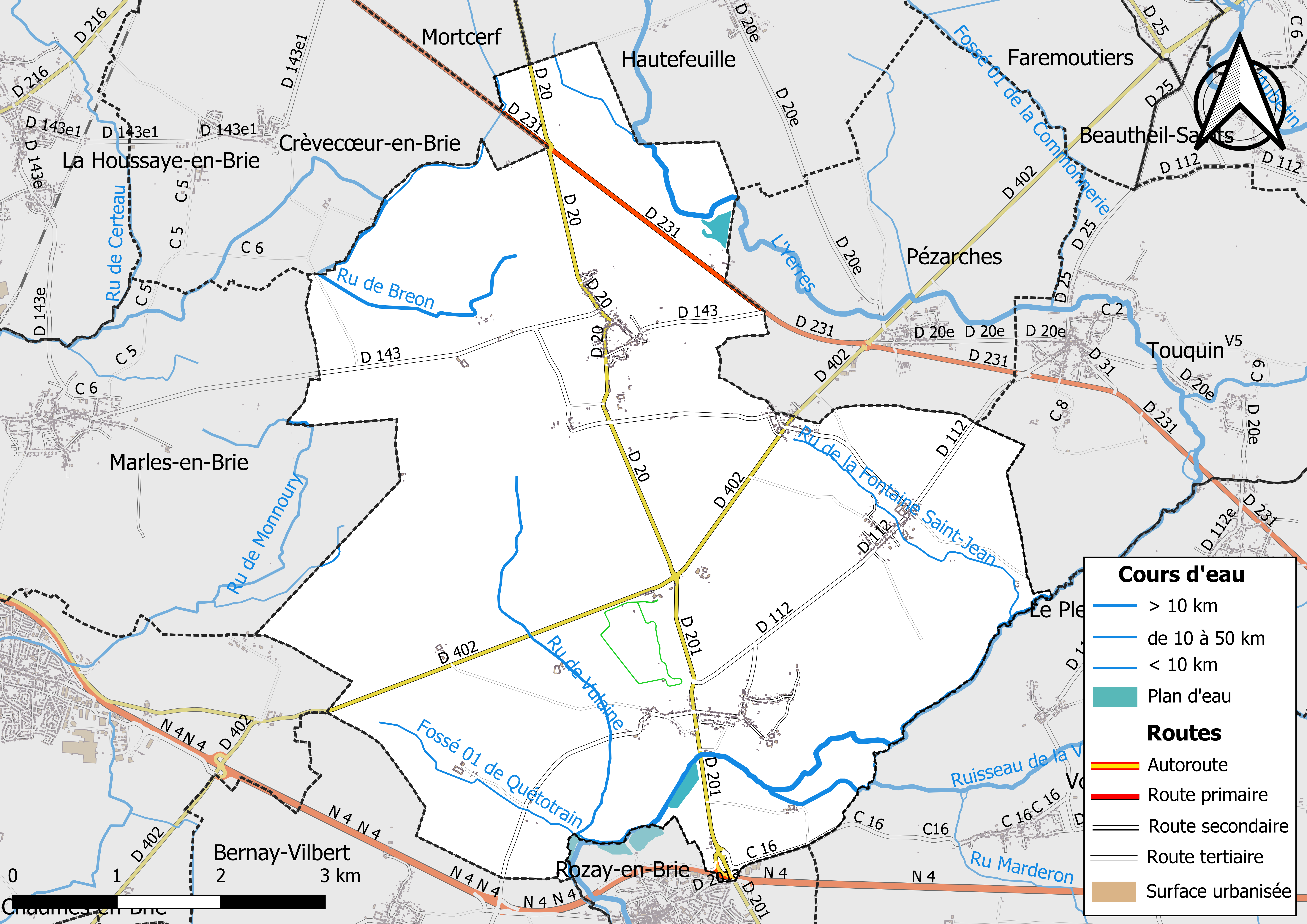
Carte des réseaux hydrographique et routier de Lumigny-Nesles-Ormeaux.

Le réseau hydrographique de la commune se compose de treize cours d'eau référencés :
- La rivière l’Yerres, longue de 98,23 km[3], affluent en rive droite de la Seine. L'Yerres prend sa source à quelques kilomètres au nord de l'étang de Guerlande situé à l'orée de la forêt de Crécy. Son premier cours est le ru des Tournelles qui reçoit des petits rus. Elle ne prend son nom d'Yerres qu'à partir de sa sortie de l'étang de Guerlande. Après avoir traversé les communes avoisinantes de Pézarches et Touquin elle pénètre dans la commune de Lumigny-Nesles-Ormeaux et forme la limite avec la commune voisine de Voinsles ; ainsi que :
  - un bras de 0,10 km[4] ;
  - un bras de 0,17 km[5] ;
  - un bras de 0,46 km[6] ;
  - Le ruisseau de la Visandre, long de 30,93 km[7], affluent de l'Yerres en rive gauche, et ;
  - le ru de la Fontaine Saint-Jean, 3,19 km[8], et ;
  - le ru de Vulaine, 5,54 km[9], affluents de l’Yerres ;
    - le fossé 01 de Quétotrain, canal de 2,35 km[10], qui conflue avec le  ru de Vulaine ;

  - le ru de Bréon, long de 22,13 km[11], affluent de l’Yerres ;
    - Le ru de Monnoury, 8,01 km[12], affluent du Bréon ;
      - le fossé 04 du Bois des Dames, 1,76 km[13], qui conflue avec le ru de Monnoury ;

    - le fossé 01 du Clos Brilland, 3,66 km[14], qui conflue avec le ru de Bréon ;

  - le fossé 01 du Bois d'Hautefeuille, 1,51 km[15], qui conflue avec l’Yerres .

La longueur totale des cours d'eau sur la commune est de 23,52 km.

#### Gestion des cours d'eau
Afin d’atteindre le bon état des eaux imposé par la Directive-cadre sur l'eau du 23 octobre 2000, plusieurs outils de gestion intégrée s’articulent à différentes échelles : le SDAGE, à l’échelle du bassin hydrographique, et le SAGE, à l’échelle locale. Ce dernier fixe les objectifs généraux d’utilisation, de mise en valeur et de protection quantitative et qualitative des ressources en eau superficielle et souterraine. Le département de Seine-et-Marne est couvert par six SAGE, au sein du bassin Seine-Normandie.
La commune fait partie du SAGE « Yerres », approuvé le 13 octobre 2011. Le territoire de ce SAGE correspond au bassin versant de l’Yerres, d'une superficie de 1 017 km2, parcouru par un réseau hydrographique de 450 kilomètres de long environ, répartis entre le cours de l’Yerres et ses affluents principaux que sont : le ru de l'Étang de Beuvron, la Visandre, l’Yvron, le Bréon, l’Avon, la Marsange, la Barbançonne, le Réveillon. Le pilotage et l’animation du SAGE sont assurés par le syndicat mixte pour l'assainissement et la gestion des eaux du bassin versant de l’Yerres (SYAGE), qualifié de « structure porteuse ».

### Climat
Pour des articles plus généraux, voir Climat de l'Île-de-France et Climat de Seine-et-Marne.
En 2010, le climat de la commune est de type climat océanique dégradé des plaines du Centre et du Nord, selon une étude du CNRS s'appuyant sur une série de données couvrant la période 1971-2000. En 2020, Météo-France publie une typologie des climats de la France métropolitaine dans laquelle la commune est exposée à un climat océanique altéré et est dans la région climatique Nord-est du bassin Parisien, caractérisée par un ensoleillement médiocre, une pluviométrie moyenne régulièrement répartie au cours de l’année et un hiver froid (3 °C).
Pour la période 1971-2000, la température annuelle moyenne est de 11,1 °C, avec une amplitude thermique annuelle de 15 °C. Le cumul annuel moyen de précipitations est de 731 mm, avec 12 jours de précipitations en janvier et 8,1 jours en juillet. Pour la période 1991-2020, la température moyenne annuelle observée sur la station météorologique la plus proche, située sur la commune de Mouroux à 11 km à vol d'oiseau, est de 11,3 °C et le cumul annuel moyen de précipitations est de 721,3 mm,. Pour l'avenir, les paramètres climatiques de la commune estimés pour 2050 selon différents scénarios d'émission de gaz à effet de serre sont consultables sur un site dédié publié par Météo-France en novembre 2022.

### Milieux naturels et biodiversité

#### Réseau Natura 2000

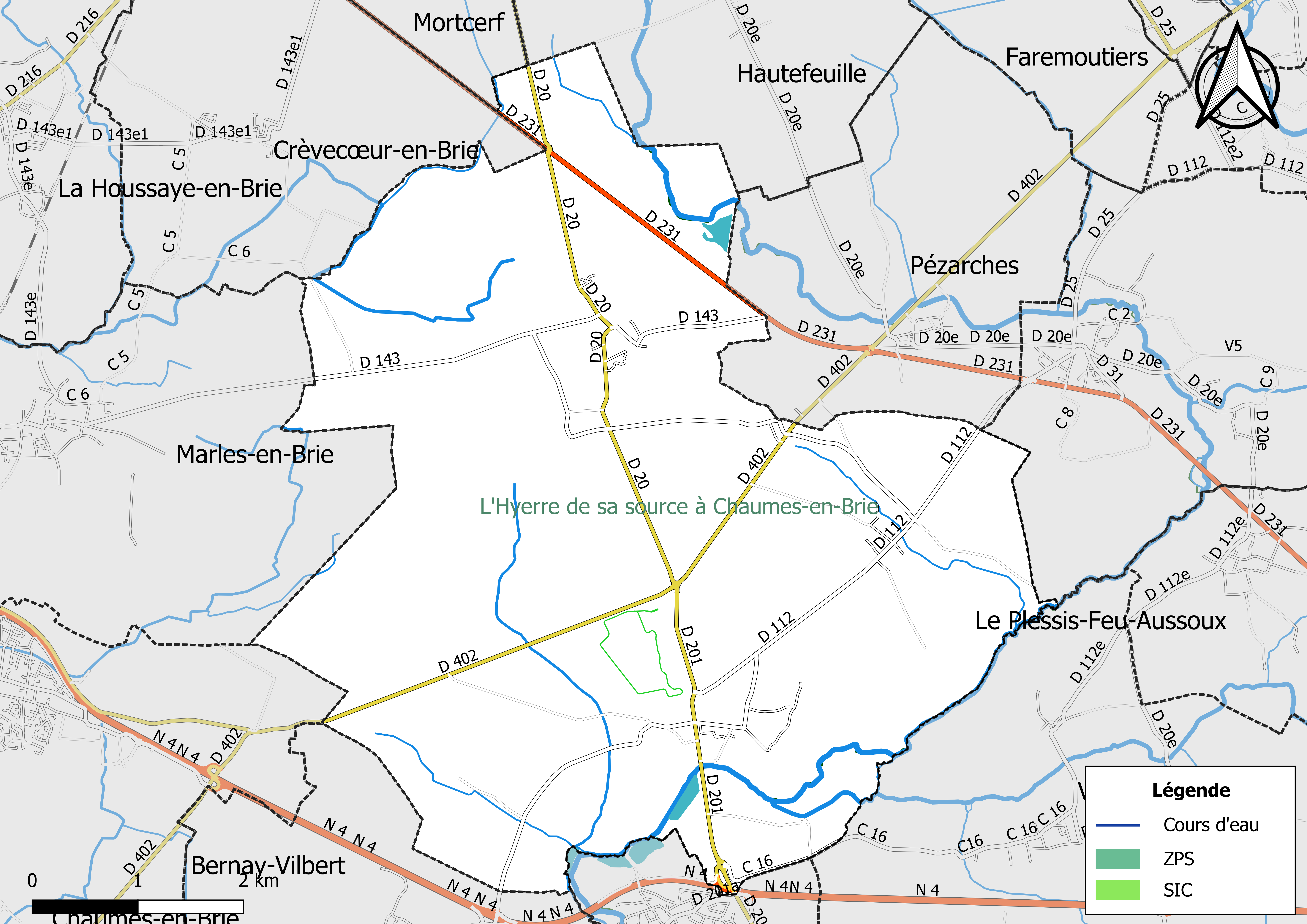
Sites Natura 2000 sur le territoire communal.

Le réseau Natura 2000 est un réseau écologique européen de sites naturels d’intérêt écologique élaboré à partir des Directives « Habitats » et « Oiseaux ». Ce réseau est constitué de Zones spéciales de conservation (ZSC) et de Zones de protection spéciale (ZPS). Dans les zones de ce réseau, les États Membres s'engagent à maintenir dans un état de conservation favorable les types d'habitats et d'espèces concernés, par le biais de mesures réglementaires, administratives ou contractuelles.
Un site Natura 2000 a été défini sur la commune au titre de la « directive Habitats », : 
- « L'Yerres de sa source a Chaumes-en-Brie », d'une superficie de 18 ha, un tronçon de 40 km de l'Yerres qui héberge une faune piscicole et une végétation aquatique devenues rares en Ile-de-France[28],[29].

#### Zones naturelles d'intérêt écologique, faunistique et floristique
L’inventaire des zones naturelles d'intérêt écologique, faunistique et floristique (ZNIEFF) a pour objectif de réaliser une couverture des zones les plus intéressantes sur le plan écologique, essentiellement dans la perspective d’améliorer la connaissance du patrimoine naturel national et de fournir aux différents décideurs un outil d’aide à la prise en compte de l’environnement dans l’aménagement du territoire.
Le territoire communal de Lumigny-Nesles-Ormeaux comprend une ZNIEFF de type 1,,, 
l'« Étang de Guerlande » (18,18 ha), et une ZNIEFF de type 2,, 
la « Forêt de Crécy » (6 897,74 ha), couvrant 17 communes du département.

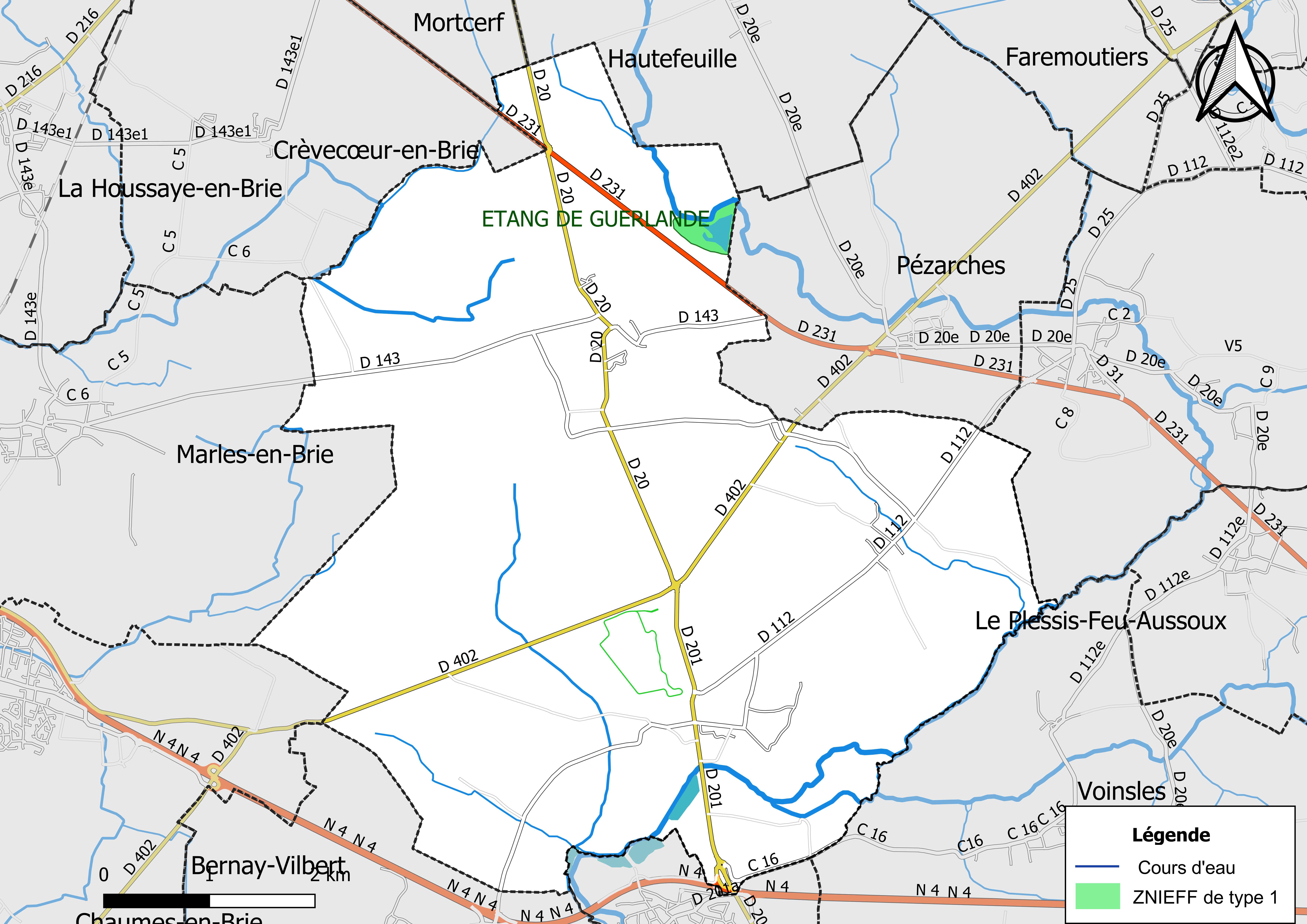
Carte des ZNIEFF de type 1 de la commune.
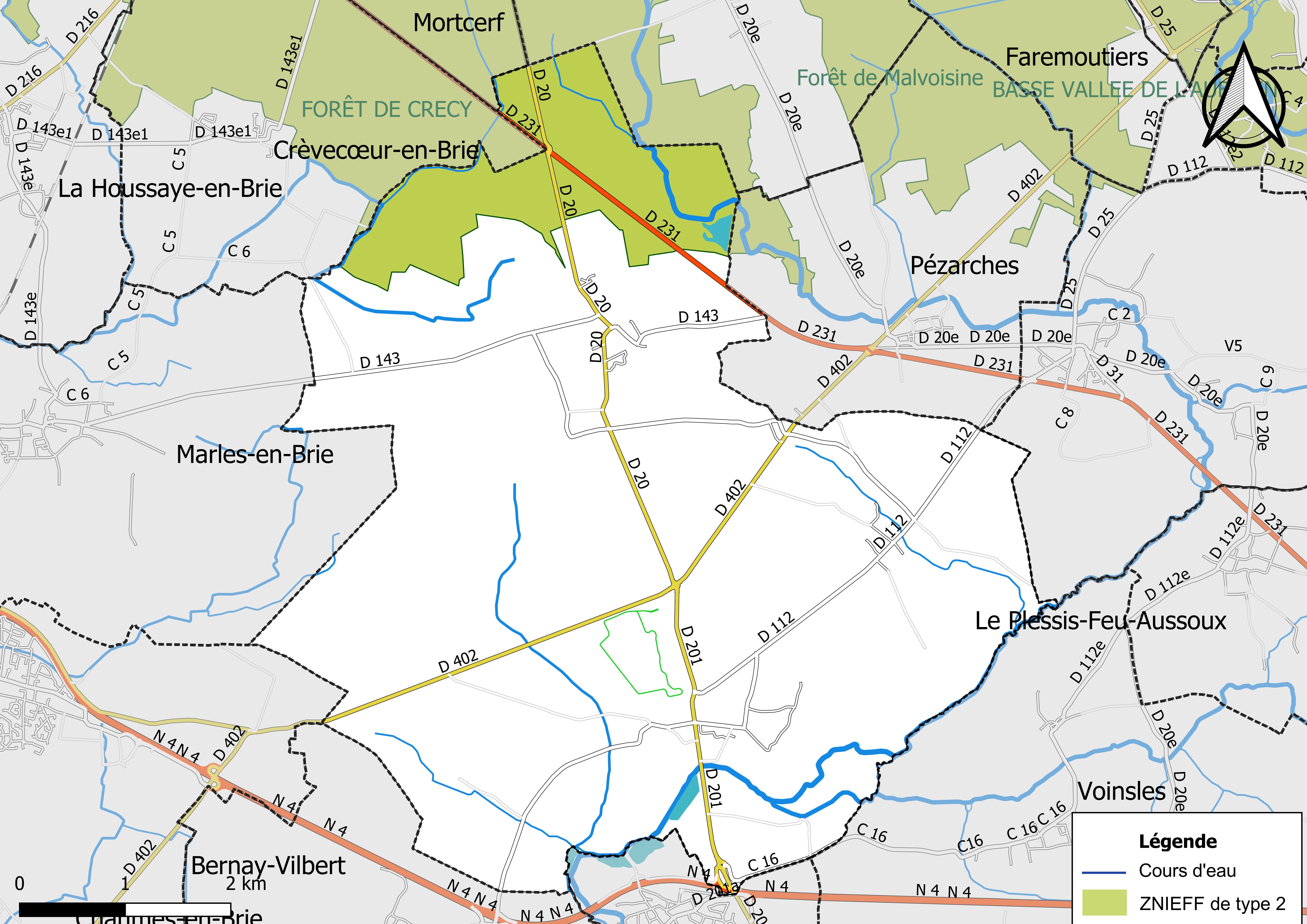
Carte des ZNIEFF de type 2 de la commune.

## Urbanisme

### Typologie
Au 1er janvier 2024, Lumigny-Nesles-Ormeaux est catégorisée commune rurale à habitat dispersé, selon la nouvelle grille communale de densité à sept niveaux définie par l'Insee en 2022.
Elle est située hors unité urbaine. Par ailleurs la commune fait partie de l'aire d'attraction de Paris, dont elle est une commune de la couronne,. Cette aire regroupe 1 929 communes,.

### Lieux-dits et écarts
La commune compte 127 lieux-dits administratifs répertoriés consultables ici (source : le fichier Fantoir) dont Champlet, Rigny, la Fortelle, le Mée, la Bectarderie.

### Occupation des sols
L'occupation des sols de la commune, telle qu'elle ressort de la base de données européenne d’occupation biophysique des sols Corine Land Cover (CLC), est marquée par l'importance des territoires agricoles (68 % en 2018), une proportion sensiblement équivalente à celle de 1990 (67,7 %). La répartition détaillée en 2018 est la suivante : 
terres arables (65,3% ), forêts (27,1% ), zones agricoles hétérogènes (2,7% ), zones urbanisées (2,4% ), milieux à végétation arbustive et/ou herbacée (2,1% ), eaux continentales (0,5 %).
Parallèlement, L'Institut Paris Région, agence d'urbanisme de la région Île-de-France, a mis en place un inventaire numérique de l'occupation du sol de l'Île-de-France, dénommé le MOS (Mode d'occupation du sol), actualisé régulièrement depuis sa première édition en 1982. Réalisé à partir de photos aériennes, le Mos distingue les espaces naturels, agricoles et forestiers mais aussi les espaces urbains (habitat, infrastructures, équipements, activités économiques, etc.) selon une classification pouvant aller jusqu'à 81 postes, différente de celle de Corine Land Cover,,. L'Institut met également à disposition des outils permettant de visualiser par photo aérienne l'évolution de l'occupation des sols de la commune entre 1949 et 2018.

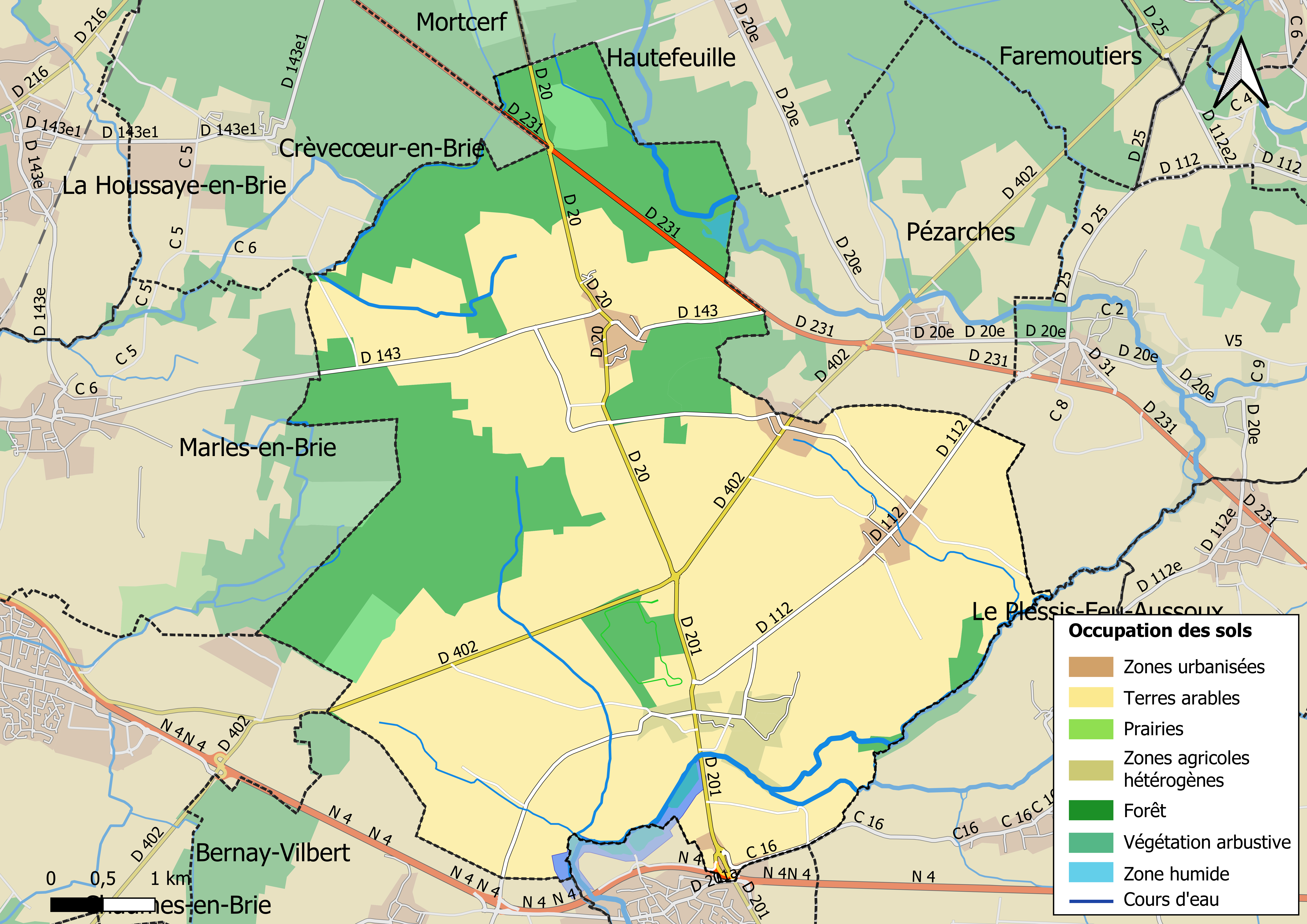
Carte des infrastructures et de l'occupation des sols en 2018 (CLC) de la commune.
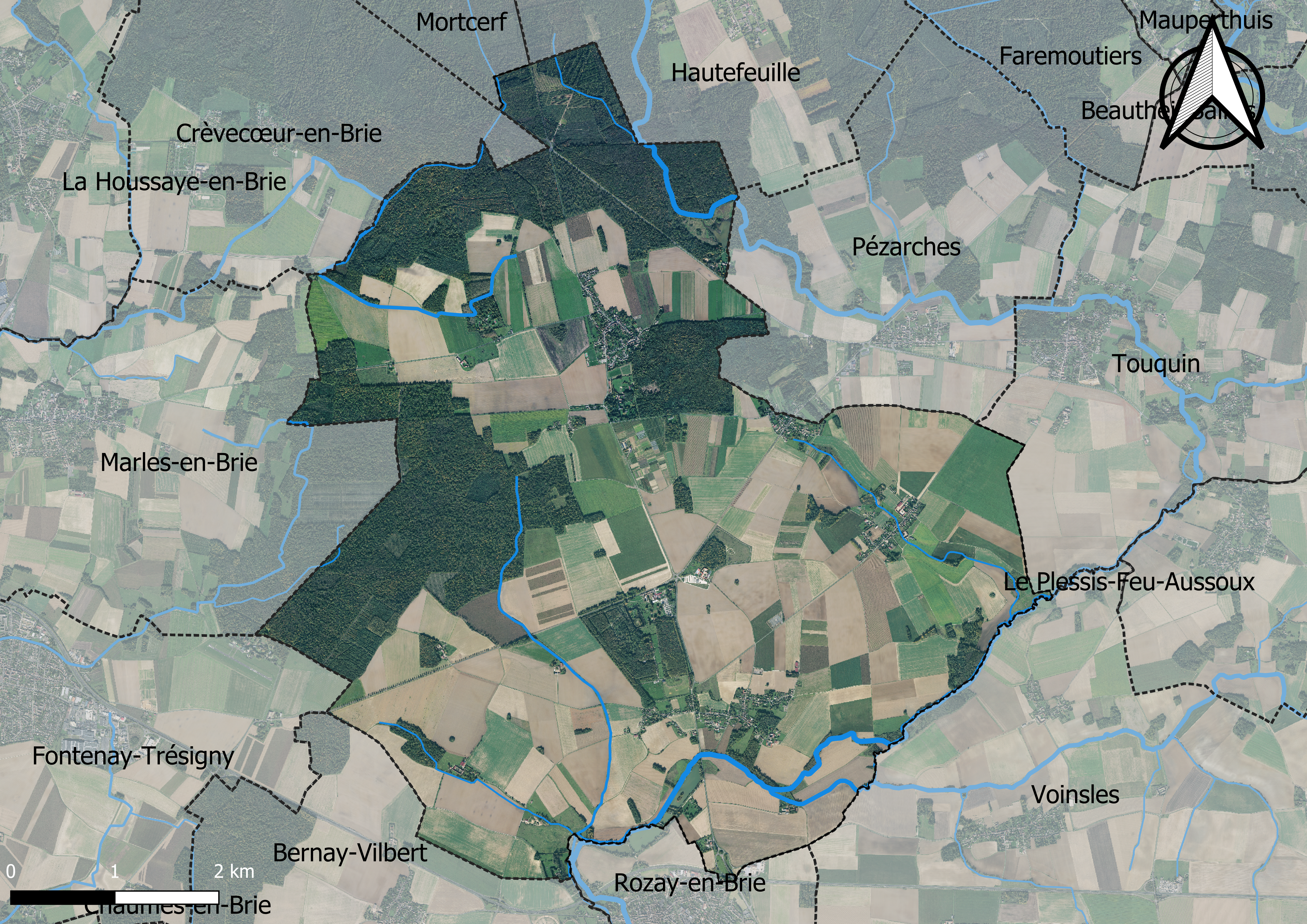
Carte orhophotogrammétrique de la commune.

### Planification
La commune disposait en 2019 d'un plan local d'urbanisme en révision. Le zonage réglementaire et le règlement associé peuvent être consultés sur le Géoportail de l'urbanisme.

### Logement
En 2016, le nombre total de logements dans la commune était de 614 dont 93,8 % de maisons et 5,5 % d'appartements.
Parmi ces logements, 90,9 % étaient des résidences principales, 5 % des résidences secondaires et 4,1 % des logements vacants.
La part des ménages fiscaux propriétaires de leur résidence principale s'élevait à 83,2 % contre 15,1 % de locataires dont, 0,2 % de logements HLM loués vides (logements sociaux) et, 1,8 % logés gratuitement.

### Voies de communication et transports

#### Voies de communication
On y accède soit par l'autoroute A4 puis la RD 231 direction Provins, soit par la route nationale 4.

#### Transports
La commune est desservie par les lignes :
- No 01 (Melun - Rebais) du réseau de bus Brie et 2 Morin ;
- No 33 (Marles-en-Brie - Pézarches) du réseau de bus Pays Briard.

## Toponymie
Il faut probablement rattacher le nom Lumigny à la racine lum en ancien français, issu du latin lumen, luminis « lumière » : un tel nom ferait ainsi référence ou bien à la fonction du « luminier », qui est le clerc chargé d'éclairer l'église, ou bien à des activités en lien avec la confection de chandelles (le « lumignon », par exemple, étant la pièce de fer sur laquelle on fixait la chandelle).
Formes anciennes de la localité de Nesles-la-Gilberde : en 946 Naslei, vers 1080 Gilberto de Nivigella,, 1088 G. de Nahella, v. 1132 Neiella, 1180 Nigella, 1201 Gillebertus de Nigella, Gilebert de Nigelle, v. 1222 de Naielle, 1246 Nigella, 1270 Nael, Neele, 1375 Neelle lez Rozay, 1415 Neele en Brie, 1499 Nesle la Giberde lez Rozay, 1561 Nesle-la-Gilberde, 1635 Nesles-la-Gilberde, 1669 Nesles, 1731 Nêle la Gilberde, 1757 Nesle-la-Gilberde, 1768 Neele-la-Gilberde.
Nesles viendrait peut-être du bas latin *neviala/*noviala « terre nouvellement défrichée ». Les formes anciennes de Nesles sont peut-être à rapprocher de nielle, neel, noielle, nelle, plante qui croît dans les blés, et dont la graine est noire et toxique; du bas latin nigella, féminin substantivé du latin nigellus « noirâtre », dérivé diminutif de niger « noir ». La-Gilberde, bien que féminin, viendrait du prénom des seigneurs de Nesles vers 1201, et ne semble apparaître associé avec Nesles qu'à la fin du XVe siècle.
Ormeaux, enfin, est le nom d'un lieu planté d'ormes.

## Histoire
Nesles est cité au début du IXe siècle (Naslei), comme appartenant au patrimoine d'une certaine Gisle (Gisla). Elle en fit don à l'abbaye de Gembloux que venait de fonder son petit-fils Saint Guibert, donation entérinée en 946 par une charte d'Otton Ier du Saint-Empire.
Le hameau de Rigny était le siège de la commanderie de Rigny de l'ordre de Saint-Jean de Jérusalem, fondée avant 1227,.

## Politique et administration

### Liste des maires
La commune de Lumigny-Nesles-Ormeaux résulte de l'association, le 1er janvier 1973, des trois anciennes communes de Lumigny, Nesles-la-Gilberde et Ormeaux. Lumigny est le chef-lieu et Nesles et Ormeaux possèdent chacune une mairie annexe.
| Période                                  | Période      | Identité           | Étiquette     | Qualité |
| ---------------------------------------- | ------------ | ------------------ | ------------- | ------- |
| Les données manquantes sont à compléter. |              |                    |               |         |
| 1996                                     | 1999         | Philippe Levaux    |               |         |
| 1999                                     | 2001         | Thierry Fournier   |               |         |
| mars 2001                                | mars 2008    | Thierry Fournier   |               |         |
| mars 2008                                | juillet 2008 | Guy François       | Divers gauche |         |
| août 2008                                | mars 2014    | Pascale Levaillant | Divers droite |         |
| mars 2014                                | janvier 2017 | Annie Jean         | Divers gauche |         |
| janvier 2017                             | 2020         | Pascal Seingier    | Divers gauche |         |
| 2020                                     | En cours     | Pascale Levaillant |               |         |

## Équipements et services

### Eau et assainissement
L’organisation de la distribution de l’eau potable, de la collecte et du traitement des eaux usées et pluviales relève des communes. La loi NOTRe de 2015 a accru le rôle des EPCI à fiscalité propre en leur transférant cette compétence. Ce transfert devait en principe être effectif au 1er janvier 2020, mais la loi Ferrand-Fesneau du 3 août 2018 a introduit la possibilité d’un report de ce transfert au 1er janvier 2026,.

#### Assainissement des eaux usées
En 2020, la commune de Lumigny-Nesles-Ormeaux gère le service d’assainissement collectif (collecte, transport et dépollution) en régie directe, c’est-à-dire avec ses propres personnels.
L’assainissement non collectif (ANC) désigne les installations individuelles de traitement des eaux domestiques qui ne sont pas desservies par un réseau public de collecte des eaux usées et qui doivent en conséquence traiter elles-mêmes leurs eaux usées avant de les rejeter dans le milieu naturel. La communauté de communes Val Briard (CCVB) assure pour le compte de la commune le service public d'assainissement non collectif (SPANC), qui a pour mission de vérifier la bonne exécution des travaux de réalisation et de réhabilitation, ainsi que le bon fonctionnement et l’entretien des installations,.

#### Eau potable
En 2020, l'alimentation en eau potable est assurée par la commune qui en a délégué la gestion à l'entreprise Veolia, dont le contrat expire le 31 décembre 2025,.

## Population et société

### Démographie
L'évolution du nombre d'habitants est connue à travers les recensements de la population effectués dans la commune depuis 1793. Pour les communes de moins de 10 000 habitants, une enquête de recensement portant sur toute la population est réalisée tous les cinq ans, les populations de référence des années intermédiaires étant quant à elles estimées par interpolation ou extrapolation. Pour la commune, le premier recensement exhaustif entrant dans le cadre du nouveau dispositif a été réalisé en 2006.

En 2022, la commune comptait 1 482 habitants, en évolution de −3,14 % par rapport à 2016 (Seine-et-Marne : +3,92 %, France hors Mayotte : +2,11 %).
| 1793 | 1800 | 1806 | 1821 | 1831 | 1836 | 1841 | 1846 | 1851 |
| ---- | ---- | ---- | ---- | ---- | ---- | ---- | ---- | ---- |
| 407  | 397  | 386  | 468  | 438  | 454  | 513  | 518  | 530  |

| 1856 | 1861 | 1866 | 1872 | 1876 | 1881 | 1886 | 1891 | 1896 |
| ---- | ---- | ---- | ---- | ---- | ---- | ---- | ---- | ---- |
| 513  | 547  | 502  | 488  | 447  | 423  | 400  | 402  | 400  |

| 1901 | 1906 | 1911 | 1921 | 1926 | 1931 | 1936 | 1946 | 1954 |
| ---- | ---- | ---- | ---- | ---- | ---- | ---- | ---- | ---- |
| 448  | 395  | 346  | 284  | 264  | 253  | 240  | 247  | 251  |

| 1962 | 1968 | 1975 | 1982 | 1990  | 1999  | 2006  | 2011  | 2016  |
| ---- | ---- | ---- | ---- | ----- | ----- | ----- | ----- | ----- |
| 285  | 280  | 739  | 942  | 1 178 | 1 319 | 1 494 | 1 519 | 1 530 |

| 2021  | 2022  | - | - | - | - | - | - | - |
| ----- | ----- | - | - | - | - | - | - | - |
| 1 497 | 1 482 | - | - | - | - | - | - | - |

## Économie

### Revenus de la population et fiscalité
En 2017, le nombre de ménages fiscaux de la commune était de 558, représentant 1 518 personnes et la  médiane du revenu disponible par unité de consommation  de 25 560 euros.

### Emploi
En 2017, le nombre total d’emplois dans la zone était de 169, occupant 736 actifs  résidants.
Le taux d'activité de la population (actifs ayant un emploi) âgée de 15 à 64 ans s'élevait à 72,4 % contre un taux de chômage de 6,2 %.
Les 21,4 % d’inactifs se répartissent de la façon suivante : 9,8 % d’étudiants et stagiaires non rémunérés, 6,5 % de retraités ou préretraités et 5,1 % pour les autres inactifs.

### Entreprises et commerces
En 2018, le nombre d'établissements actifs était de 12 dont 1 dans l’industrie manufacturière, industries extractives et autres, 2 dans la construction, 4 dans le commerce de gros et de détail, transports, hébergement et restauration, 3 dans les activités spécialisées, scientifiques et techniques et activités de services administratifs et de soutien et 2  étaient relatifs aux autres activités de services.
En 2019,  12 entreprises ont été créées sur le territoire de la commune, dont 8 individuelles.
- Cueillette du Plessis à Lumigny, grand potager et marché de produits du terroir.

### Secteurs d'activité

#### Agriculture
Lumigny-Nesles-Ormeaux est dans la petite région agricole dénommée la « Brie centrale », une partie de la Brie autour de Mormant. En 2010, l'orientation technico-économique de l'agriculture sur la commune est diverses cultures (hors céréales et oléoprotéagineux, fleurs et fruits).
Si la productivité agricole de la Seine-et-Marne se situe dans le peloton de tête des départements français, le département enregistre un double phénomène de disparition des terres cultivables (près de 2 000 ha par an dans les années 1980, moins dans les années 2000) et de réduction d'environ 30 % du nombre d'agriculteurs dans les années 2010. Cette tendance se retrouve au niveau de la commune où le nombre d’exploitations est passé de 26 en 1988 à 19 en 2010. Parallèlement, la taille de ces exploitations augmente, passant de 89 ha en 1988 à 126 ha en 2010.
Le tableau ci-dessous présente les principales caractéristiques des exploitations agricoles de Lumigny-Nesles-Ormeaux, observées sur une période de 22 ans : 
|                                      | 1988  | 2000  | 2010  |
| ------------------------------------ | ----- | ----- | ----- |
| Dimension économique,                |       |       |       |
| Nombre d’exploitations (u)           | 26    | 19    | 19    |
| Travail (UTA)                        | 53    | 47    | 34    |
| Surface agricole utilisée (ha)       | 2 316 | 2 278 | 2 388 |
| Cultures                             |       |       |       |
| Terres labourables (ha)              | 2 227 | 2 218 | 2 338 |
| Céréales (ha)                        | 1 491 | 1 421 | 1 570 |
| dont blé tendre (ha)                 | 1011  | 972   | 1091  |
| dont maïs-grain et maïs-semence (ha) | 363   | 172   | 152   |
| Tournesol (ha)                       | 219   |       |       |
| Colza et navette (ha)                | 115   | s     | 266   |
| Élevage                              |       |       |       |
| Cheptel (UGBTA)                      | 267   | 86    | 3     |

## Culture locale et patrimoine

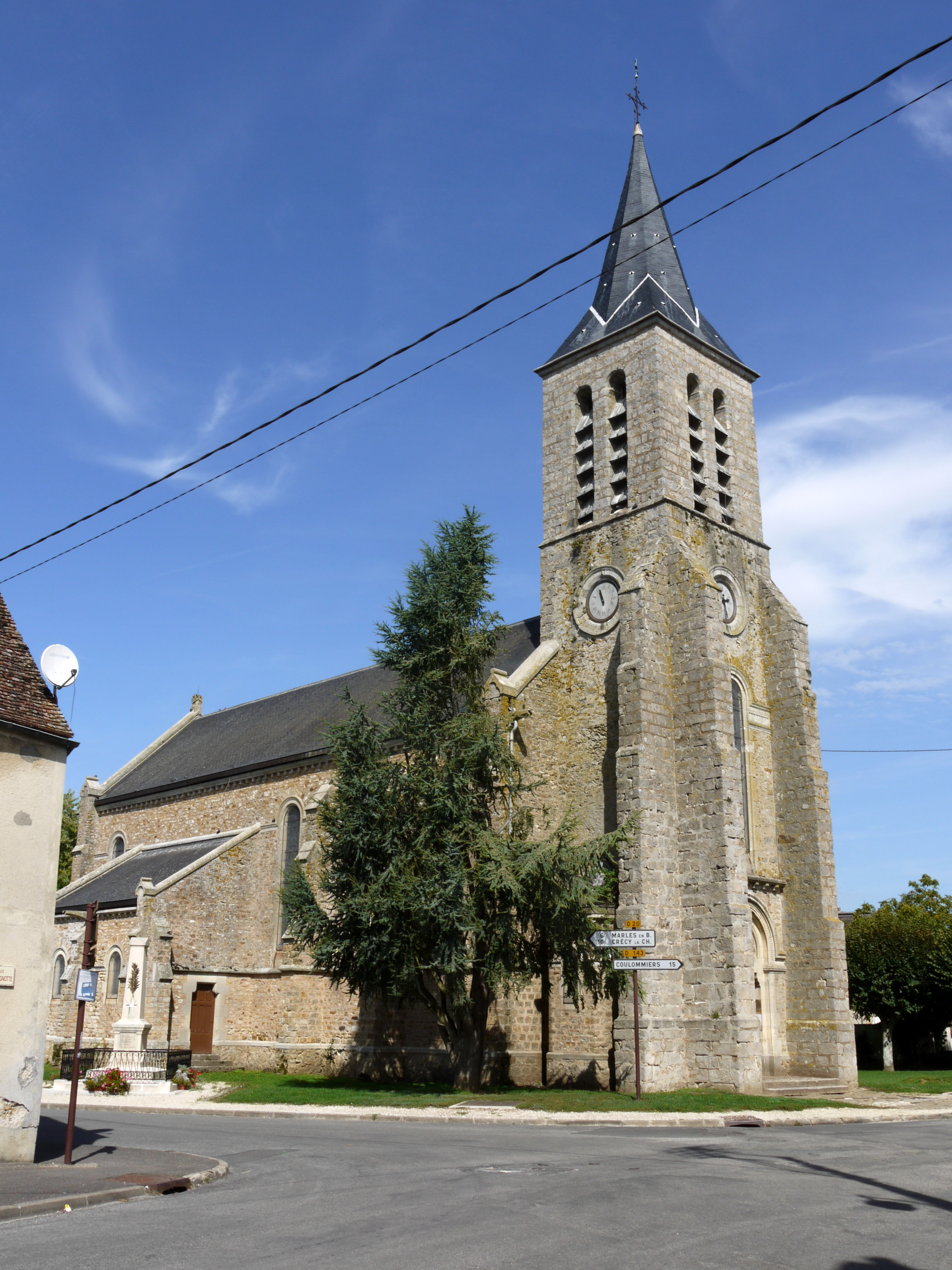
L'église Saint-Pierre à Lumigny.

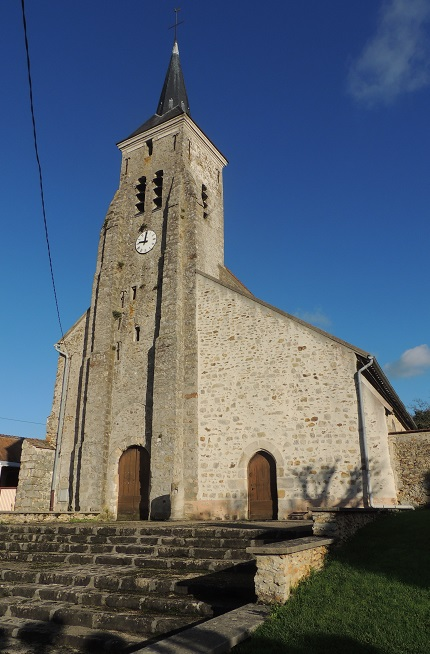
L'église Notre-Dame-de-l'Assomption de Nesles-la-Gilberde.

### Lieux et monuments
- Lumigny.

À l'intérieur de l'église Saint-Pierre (1882-1884) on peut admirer une statue en pierre représentant une Vierge à l'enfant (XIVe siècle. M.H, une huile sur toile (Sainte Claire.M.H 1957) et dix grands vitraux historiés en l'honneur de la famille de Mun.
Château de lumigny (en ruine).
- Nesles-la-Gilberde

L'église Notre-Dame de l'Assomption (après le XIIe siècle et modifiée à plusieurs reprises) est située à l'extrémité du village à l'orée des champs. Sous le porche d'entrée se trouve une porte en bois peint et à l'intérieur de l'église un portail roman du XIIe siècle. La cloche date de 1624. Une pierre sculptée représentant le gril du martyre de Saint Laurent est intégrée dans le portail de la ferme située à gauche de l'église, vestige de l'ancien prieuré bénédictin auprès duquel était construite l'église.
Le petit trianon (propriété privée).
Le château de la Fortelle (détruit).
- Ormeaux

L'église Saint-Pierre (après le XIIIe siècle) plusieurs fois remaniée, ne serait que le bas-côté de l'édifice d'origine. Plusieurs statues sont visibles à l'intérieur : une Vierge à l'enfant (XVe siècle. Bois et plâtre polychrome), un Saint Pierre (XVe ou XVIe siècle. Pierre polychrome) et un Saint Maclou (XVe siècle. Bois et plâtre polychrome). On accède au clocher par un escalier extérieur couvert. La cloche date de 1765.
L'ancienne écuries du vieux Château.

### Parcs zoologiques
- Lumigny Safari Reserve à Nesles-la-Gilberde présente des félins et des lémuriens ;
- Terre de Singes à Lumigny-Nesles-Ormeaux, parc animalier de primates et perroquets qui ont des conditions de vie au plus proche de la nature.

### Personnalités liées à la commune
- Michel de Sèvre, chevalier de l'ordre de Saint-Jean de Jérusalem du XVIe siècle serait né à Lumigny.
- Adam Dollard des Ormeaux, soldat et pionnier de la Nouvelle-France, né à Ormeaux en 1635 et mort à la bataille de Long Sault en mai 1660.
- Claude-Adrien Helvétius (1715-1771), philosophe du XVIIIe siècle, a été propriétaire du château en 1751.
- Albert de Mun (1841–1914), militaire, homme politique et académicien est né au château de Lumigny.
- Robert d'Harcourt (1881–1965), intellectuel catholique français est né à Lumigny.
- Edita Morris (1902-1988), romancière suédoise, et son mari Ira, écrivain américain, qui ont inspiré la Fondation Hiroshima pour la paix et la culture, résidait à Nesles-la-Gilberde[77].

## Événements
Le 5 février 2010, un tribunal de Portsmouth a condamné à de la prison ferme une conseillère municipale de Lumigny-Nesles-Ormeaux et son fils pour passage illégal d'immigrants, après la découverte de 16 ressortissants vietnamiens dans leur véhicule à leur arrivée dans la ville. Le 16 juin 2010, la condamnation a été réduite par la Cour d'appel de Londres à deux ans de prison ferme.